# Jocelyn Pook
Jocelyn Pook (Birmingham, Reino Unido, 14 de febrero de 1960) es una violista, pianista y compositora británica.

## Biografía
Pook estudió viola en el Guildhall School of Music and Drama en Londres. A lo largo de su carrera ha colaborado con artistas de trayectoria internacional como Peter Gabriel, Massive Attack, Nick Cave, Laurie Anderson, Ryuichi Sakamoto o PJ Harvey. En sus proyectos experimenta con una amplia variedad de géneros, lo que la dota de una gran versatilidad y originalidad musical.
Pook ha compuesto música para teatro, televisión y cine, medio este en el que debutó con la banda sonora del filme de Stanley Kubrick Eyes Wide Shut (1999), que le valió nominaciones a los Chicago Film Award y a los Golden Globe. A partir de entonces ha continuado con la composición de música para películas: Gangs of New York (2002) de Martin Scorsese, Habitación en Roma (2010) dirigida por Julio Medem, o King Charles III (2017) de Rupert Goold, adaptación a película de televisión de la obra de teatro  con un texto de Mike Bartlett, con la que obtuvo el BAFTA 2018 de la British Academy Television Craft Awards a la Mejor Banda Sonora Original. También está en posesión de un Premio Laurence Olivier por la adaptación teatral de St. Joan para el National Theatre of Great Britain en 2008 y dos British Composer Award.
Con la agrupación The Jocelyn Pook Ensemble realiza una propuesta musical inclasificable, en la que fusiona instrumentos de cuerda y canto con sonidos tradicionales de diferentes culturas. En su repertorio incluye temas del álbum Untold Things (2001), así como una selección de sus mejores composiciones para bandas sonoras.